# Le orme

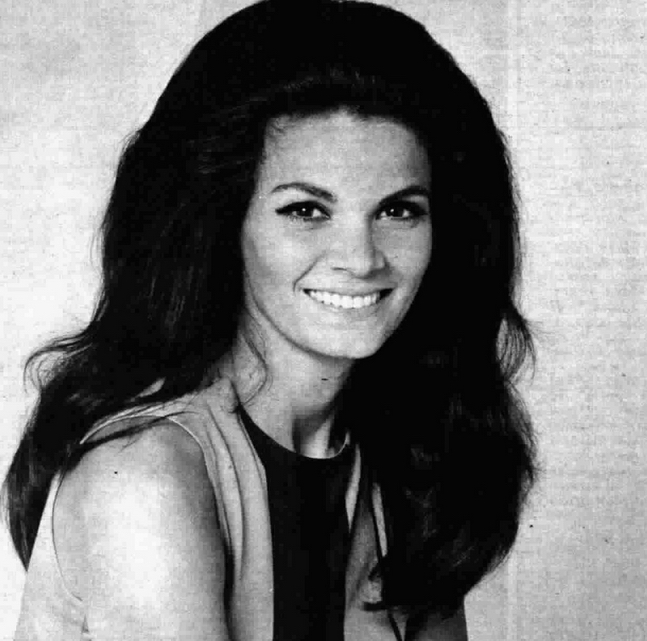
Florinda Bolkan, protagonista del film

Le orme (en italià "les emprentes") és una pel·lícula italiana de thriller del 1975 protagonitzada per Florinda Bolkan i Klaus Kinski. Es tracta d'una dona que intenta reconstruir el que va fer durant els diversos dies que va tenir una pèrdua de memòria.

## Trama
Alice Cespi, que viu sola a Roma i treballa com a intèrpret, es desperta i descobreix que ha perdut uns quants dies. Tormentada per un malson recurrent d'una pel·lícula que va veure quan era jove anomenada "Le orme", en què un astronauta es deixa morir a la Lluna per un malvat controlador de missió. S'ha tornat dpendent dels tranquil·litzants. En entrar a treballar, és acomiadada per haver-se absentat sense explicació.
De tornada al seu apartament, troba una postal que mostra un vell hotel esvaït en un lloc anomenat Garma. Troba un vestit groc tacat de sang que mai abans havia vist penjat al seu armari, i s'adona que ha perdut una arracada. Ella decideix anar a Garma, una illa turca, i reserva a l'hotel majoritàriament buit. La gent d'allà diu que la va veure fa uns dies, però tenia els cabells vermells llargs. En una botiga veu un vestit groc idèntic al que va trobar. Un gos al bosc juga amb una llarga perruca vermella. Comença a sospitar que els dies que faltaven a la seva vida poden haver estat a Garma.
Presa de pànic al bosc, cau inconscient i un home anomenat Henry la porta a una vil·la buida. Quan arriba, reconeix els distintius vitralls que mostren paons. Al terra del bany troba la seva arracada que li faltava. En els seus records confusos, en Harry era un amant que la va deixar, tal com es va quedar l'astronauta, i com a venjança el va apunyalar amb unes tisores (d'aquí les taques de sang al vestit groc).
Sent Harry parlant per telèfon i, sospitant que està organitzant que se l'emportin, el mata amb unes tisores. Perseguida per la platja per les infermeres psiquiàtriques que havia trucat, ella les veu com a astronautes enviats pel malvat controlador. Un títol final diu que està en un hospital segur.

## Repartiment
- Florinda Bolkan com Alice Cespi
- Peter McEnery com a Henry
- Lila Kedrova com a senyora Heim
- Nicoletta Elmi com a Paula Burton
- Klaus Kinski com a Blackmann
- Caterina Boratto com a propietària de la botiga
- Evelyn Stewart com a Mary
- Esmeralda Ruspoli
- John Karlsen com Alfred Lowenthal
- Rosita Torosh com a Marie Leblanche

## Producció
El guió de la pel·lícula es basava suposadament en Las Huellas de l'escriptor italo-argentí Mario Fenelli. Va ser molt amic de Manuel Puig, ambdós guions junts quan Puig va animar Fenelli a convertir-se en escriptor de ficció en comptes de cineasta. La pel·lícula es va rodar en nou setmanes entre Roma i Turquia a partir del 29 d'abril de 1974. Florinda Bolkan va parlar de la seva actuació a la pel·lícula afirmant que hi estava immersa psicològicament i físicament afirmant que va perdre onze lliures mentre hi treballava. La pel·lícula va ser l'última pel·lícula del director Luigi Bazzoni.

## Estrena
Le orme va ser distribuït per Cineriz a Itàlia l'1 de febrer de 1975. La pel·lícula va recaptar un total de 202.505.676 lires italianes a nivell nacional.

## Recepció
En el seu llançament inicial, el crític Giovanni Grazzini va escriure que "després de les gestes de Dario Argento, el cinema italià pot comptar amb un altre director que sàpiga fer un thriller... La pel·lícula et clava a la cadira, et manté despert, sembra. en dubte i curiositat, i finalment no et fa penedir-te del temps i els diners gastats."
Francesco Barilli va veure la pel·lícula l'any 2011 i es va referir a ella com una "pel·lícula intrigant, elegant, suggeridora, molt valenta i peculiar, molt ben rodada i amb una bonica fotografia de Vittorio Storaro".